# Saison 1 de Salvation
Chronologie
Saison 2
Cet article présente les treize épisodes de la première saison de la série télévisée américaine Salvation.

## Distribution

### Acteurs principaux
- Santiago Cabrera (VF : Anatole de Bodinat) : Darius Tanz
- Jennifer Finnigan (VF : Hélène Bizot) : Grace Barrows, porte parole du département de la Défense
- Charlie Rowe (VF : Benjamin Gasquet) : Liam Cole
- Jacqueline Byers (VF : Marie Tirmont) : Jillian Hayes
- Rachel Drance (VF : Clara Quilichini) : Zoe Barrows
- Shazi Raja (VF : Delphine Rivière) : Amanda Neel, journaliste
- Ian Anthony Dale (VF : Bruno Choël) : Harris Edwards, Secrétaire adjoint de la Défense

### Acteurs récurrents
- Erica Luttrell (VF : Annie Milon) : Claire Rayburn, Conseillère Spéciale de la Présidente (11 épisodes)
- Josette Jorge : Karissa (10 épisodes)
- Raven Dauda (VF : Murielle Naigeon) : Secrétaire de Harris (7 épisodes)
- Dennis Boutsikaris (VF : Thierry Buisson) : Dr Malcolm Croft (6 épisodes)
- André Dae Kim (VF : Adrien Solis) : Dylan Edwards (6 épisodes)
- Gregory Calderone : Ed (6 épisodes)
- Vas Saranga : Dexter (6 épisodes)
- Brian Markinson (VF : Vincent Violette) : Secrétaire à la Défense Randall Calhoun (5 épisodes)
- Sasha Roiz : Vice-Président Monroe Bennett (4 épisodes)
- Mark Moses (VF : Luc Bernard) : Hugh Barrows (4 épisodes)
- Aaron Poole (en) (VF : Xavier Béja) : Lazlo (4 épisodes)

### Invités
- Neil deGrasse Tyson : Lui-même (pilote)
- Derek Webster (VF : Bertrand Dingé) : Dr Garrett Strauss (épisodes 2 à 4)
- Autumn Reeser (VF : Fily Keita) : Theresa (épisodes 5, 10 et 11)
- John Noble (VF : Patrick Messe) : Nicholas Tanz (épisodes 6, 10 et 11)
- Tovah Feldshuh (VF : Anne Rondeleux) : Présidente Pauline Mackenzie (épisodes 10, 12 et 13)

## Liste des épisodes

### Épisode 1:Projet Samson
- États-Unis /  Canada : 12 juillet 2017 sur CBS / Global
- France : 30 décembre 2017 sur M6[1]
- Québec : 11 janvier 2018 sur AddikTV[2]
- Belgique : 18 juillet 2018 sur RTL-TVI

- États-Unis : 4,9 millions de téléspectateurs[3] (première diffusion)
- Canada : 1,081 million de téléspectateurs[4] (première diffusion + différé 7 jours)
- France : 2,28 millions de téléspectateurs[5] (première diffusion)

- Dennis Boutsikaris (Dr Malcolm Croft)
- Dewshane Williams (Diego)
- Gregory Calderone (Ed)
- Raven Dauda (Secrétaire de Harris)
- Josette Jorge (Karissa)
- David Miller (Mike)
- Daiva Johnston (Millie)
- Vijay Mehta (Ambassadeur Gupta)
- Ola Sturik (Journaliste américain)
- Bill Turnbull (Walter Carnahan)
- Stuart Dowling (Portier)
- Helene Robbie (Journaliste français)
- Alex Cadilla (Journaliste hispanique)
- Andrew Bushnell (Jordy)
- Noorin Gulamgaus (Étudiant du MIT)
- Neil deGrasse Tyson (Lui-même)
- Jake Raymond (Étudiant pompeux du MIT)
- Diane Johnstone (Principal Stark)
- Billy Parrott (Reporter Russe)
- Eric Woolfe (Robert Wallops)
- Tara Koehler (Technicien de la NASA)
- Jordan Andonov (Reporter Russe)
- Eltan Kerzman (Homme russe)
- Tamara Chemij (Femme russe)
- Stephany Seki (Serveuse)

### Épisode 2:Alliance secrète
- États-Unis /  Canada : 19 juillet 2017 sur CBS / Global
- France : 30 décembre 2017 sur M6
- Québec : 18 janvier 2018 sur AddikTV
- Belgique : 18 juillet 2018 sur RTL-TVI

- États-Unis : 4,28 millions de téléspectateurs[6] (première diffusion)
- Canada : 871 000 téléspectateurs[7] (première diffusion + différé 7 jours)
- France : 2,07 millions de téléspectateurs[5] (première diffusion)

- Dennis Boutsikaris (Dr Malcolm Croft)
- Zuleikha Ariana Robinson (Catherine Adams)
- Dewshane Williams (Diego)
- Gregory Calderone (Ed)
- Raven Dauda (Secrétaire de Harris)
- Josette Jorge (Karissa)
- Aaron Poole (Lazlo)
- Daiva Johnston (Millie)
- Jesse Max Lavercombe (Caporal Nevins)
- Jeffrey Nordling (Daniel)
- Derek Webster (Dr Garrett Strauss)
- Paul De La Rosa (Général Higgins)
- Helene Robbie (Journaliste français)
- Daniel Falk (Technicien télé)
- Andrew Moddie (Lieutenant du CPCD)

### Épisode 3:De Charybde en Scylla
- États-Unis /  Canada : 26 juillet 2017 sur CBS / Global
- France : 30 décembre 2017 sur M6
- Québec : 25 janvier 2018 sur AddikTV
- Belgique : 25 juillet 2018 sur RTL-TVI

- États-Unis : 3,87 millions de téléspectateurs[8] (première diffusion)
- Canada : 734 000 téléspectateurs[9] (première diffusion + différé 7 jours)
- France : 1,80 million de téléspectateurs[5] (première diffusion)

- Dennis Boutsikaris (Dr Malcolm Croft)
- Raven Dauda (Secrétaire de Harris)
- Josette Jorge (Karissa)
- Aaron Poole (Lazlo)
- Andre Dae Kim (Dylan Edwards)
- Erica Luttrell (Claire Rayburn)
- Derek Webster (Dr Garrett Strauss)
- Warren Belle (Chauffeur militaire)
- Chattrisse Dolabaille (Guide de Tanz Industries)
- P.J. Lazic (Silhouette de l'ombre)
- Albert Chung (Opérateur de la télémétrie)

### Épisode 4:L'Arche de Darius
- États-Unis /  Canada : 2 août 2017 sur CBS / Global
- France : 30 décembre 2017 sur M6
- Québec : 1er février 2018 sur AddikTV
- Belgique : 25 juillet 2018 sur RTL-TVI

- États-Unis : 3,61 millions de téléspectateurs[10] (première diffusion)
- Canada : 688 000 téléspectateurs[11] (première diffusion + différé 7 jours)
- France : 1,56 million de téléspectateurs[5] (première diffusion)

- Dennis Boutsikaris (Dr Malcolm Croft)
- Josette Jorge (Karissa)
- Aaron Poole (Lazlo Simms)
- Erica Luttrell (Claire Rayburn)
- Derek Webster (Dr Garrett Strauss)
- James Gilbert (Mason Dunkirk)
- James Kall (Enchérisseur)
- Vas Saranga (Dexter)
- Cassius Creightney (Universitaire d'Harvard)
- Noah Danby (Interrogateur)

### Épisode 5:Haute trahison
- États-Unis /  Canada : 2 août 2017 sur CBS / Global
- France : 6 janvier 2018 sur M6
- Québec : 8 février 2018 sur AddikTV
- Belgique : 1er août 2018 sur RTL-TVI

- États-Unis : 3,61 millions de téléspectateurs[10] (première diffusion)
- Canada : 688 000 téléspectateurs[11] (première diffusion + différé 7 jours)

- Dennis Boutsikaris (Dr Malcolm Croft)
- Josette Jorge (Karissa)
- Aaron Poole (Lazlo Simms)
- Erica Luttrell (Claire Rayburn)
- Gregory Calderone (Ed)
- Vijay Mehta (Ambassadeur Gupta)
- Sean Connolly Affleck (Nelson)
- Vas Saranga (Dexter)
- James Gilbert (Mason Dunkirk)
- Cassius Creightney (Universitaire d'Harvard)
- Hannah Younis (Infirmière)
- Odario Garfield Williams (Garde de sécurité de Tanz)
- Simon Northwood (Garde russe #1)
- Voytek Skrzeta (Garde russe #2)
- Vladimir Tsyglian (Garde russe #3)
- Autumn Reeser (Theresa)

### Épisode 6:Guerre froide
- États-Unis /  Canada : 9 août 2017 sur CBS / Global
- France : 6 janvier 2018 sur M6
- Québec : 15 février 2018 sur AddikTV
- Belgique : 1er août 2018 sur RTL-TVI

- États-Unis : 3,11 millions de téléspectateurs[12] (première diffusion)
- Canada : 629 000 téléspectateurs[13] (première diffusion + différé 7 jours)

- Dennis Boutsikaris (Dr Malcolm Croft)
- Erica Luttrell (Claire Rayburn)
- Vas Saranga (Dexter)
- Raven Dauda (Secrétaire de Harris)
- Brian Markinson (Secrétaire à la Défense Randall Calhoun)
- Martin Roach (Griff)
- Mark Moses (Hugh Keating)
- Nola Auguston (Janice Keating)
- Irene Poole (Ambassadrice Kayta Osinov)
- Rory O'Shea (Journaliste)
- John Noble (Nicholas Tanz)
- Xavier Schoppel (Garde de sécurité)

### Épisode 7:Seuls contre tous
- États-Unis /  Canada : 16 août 2017 sur CBS / Global
- France : 6 janvier 2018 sur M6
- Québec : 22 février 2018 sur AddikTV
- Belgique : 8 août 2018 sur RTL-TVI

- États-Unis : 2,91 millions de téléspectateurs[14] (première diffusion)
- Canada : 652 000 téléspectateurs[15] (première diffusion + différé 7 jours)

- Erica Luttrell (Claire Rayburn)
- Jeffrey Nordling (Daniel Hayes)
- Andrew Dae Kim (Dylan Edwards)
- Paul De La Rosa (Général Higgins)
- Raven Dauda (Secrétaire de Harris)
- Josette Jorge (Karissa)
- Irene Poole (Ambassadrice Katya Osinov)
- Trish Fagan (Laura)
- Daiva Johnston (Millie)
- Brian Markinson (Secrétaire à la Défense Randall Calhoun)
- Billy Parrott (Reporter russe)
- Andrew Moodie (Lieutenant du CPCD)
- Dorly Jean-Louis (Reporter)
- Lovina Yavari (Naomi)
- Gloria Valentine (Valentina)

### Épisode 8:Bons baisers de Russie
- États-Unis /  Canada : 16 août 2017 sur CBS / Global
- France : 13 janvier 2018 sur M6
- Québec : 1er mars 2018 sur AddikTV
- Belgique : 8 août 2018 sur RTL-TVI

- États-Unis : 2,91 millions de téléspectateurs[14] (première diffusion)
- Canada : 652 000 téléspectateurs[15] (première diffusion + différé 7 jours)

- Erica Luttrell (Claire Rayburn)
- Brian Markinson (Secrétaire à la Défense Randall Calhoun)
- Jeffrey Nordling (Daniel Hayes)
- Vas Saranga (Dexter)
- Dennis Boutsikaris (Dr Malcolm Croft)
- Andrew Dae Kim (Dylan Edwards)
- Raven Dauda (Secrétaire de Harris)
- Josette Jorge (Karissa)
- Trish Fagan (Laura)
- James Gilbert (Mason Dunkirk)
- Lovina Yavari (Naomi)
- Kenneth Welsh (Andrew Bartok)
- Christian Bako (Boris)
- Taylor Cole (Fiona)
- Vladimir Burtsev (Agent du FSB)
- Igor Shamuilov (Agent du FSB)
- Mark Ivanir (Maréchal Toporov, Ministre de la Défense de Russie)
- Mila Kanev (Femme russe âgée)
- Phi Huynh (Agent de la Police du Pentagone)
- Edward Zinoviev (Vendeur de tickets)

### Épisode 9:Liaisons dangereuses
- États-Unis /  Canada : 23 août 2017 sur CBS / Global
- France : 13 janvier 2018 sur M6
- Québec : 8 mars 2018 sur AddikTV
- Belgique : 15 août 2018 sur RTL-TVI

- États-Unis : 3,13 millions de téléspectateurs[16] (première diffusion)
- Canada : 751 000 téléspectateurs[17] (première diffusion + différé 7 jours)

- Erica Luttrell (Claire Rayburn)
- Brian Markinson (Secrétaire à la Défense Randall Calhoun)
- André Dae Kim (Dylan Edwards)
- Gregory Calderone (Ed)
- Vas Saranga (Dexter)
- Mark Moses (Hugh Keating)
- Josette Jorge (Karissa)
- James Gilbert (Mason Dunkirk)
- Mark Ivanir (Maréchal Toporov, Ministre de la Défense de Russie)
- Lovina Yavari (Naomi)
- Troy Blundell (Garde du corps)
- Khalid Klein (Directeur de vol)
- Vieslav Krystyan (Dr Vassili Orlov)
- Angela Besharah (Reporter)

### Épisode 10:Révélations
- États-Unis /  Canada : 30 août 2017 sur CBS / Global
- France : 13 janvier 2018 sur M6
- Québec : 15 mars 2018 sur AddikTV
- Belgique : 15 août 2018 sur RTL-TVI

- États-Unis : 3,44 millions de téléspectateurs[18] (première diffusion)
- Canada : 763 000 téléspectateurs[19] (première diffusion + différé 7 jours)

- Erica Luttrell (Claire Rayburn)
- André Dae Kim (Dylan Edwards)
- Gregory Calderone (Ed)
- Raven Dauda (Secrétaire de Harris)
- Josette Jorge (Karissa)
- James Gilbert (Mason Dunkirk)
- Daiva Johnston (Millie)
- John Noble (Nicholas Tanz)
- Brian Markinson (Secrétaire à la Défense Randall Calhoun)
- Autumn Reeser (Theresa / Tess)
- Sasha Roiz (Vice-Président Monroe Bennett)
- Doug MacLeod (Président de la Cour Suprême)
- Dean Armstrong (Grant)
- Derwin Phillips (Kyle)
- Jeff Miller (Jim)
- Tovah Feldshuh (Présidente Pauline Mackenzie)
- Dorly Jean-Louis (Reporter)
- Colin McClean (Agent Davis du Secret Service)

### Épisode 11:Seconde chance
- États-Unis /  Canada : 6 septembre 2017 sur CBS / Global
- France : 20 janvier 2018 sur 6play / M6 (à 3 h 55)[20]
- Québec : 22 mars 2018 sur AddikTV
- Belgique : 22 août 2018 sur RTL-TVI

- États-Unis : 3,45 millions de téléspectateurs[21] (première diffusion)
- Canada : 617 000 téléspectateurs[22] (première diffusion + différé 7 jours)

- Erica Luttrell (Claire Rayburn)
- André Dae Kim (Dylan Edwards)
- Gregory Calderone (Ed)
- Raven Dauda (Secrétaire de Harris)
- Josette Jorge (Karissa)
- Lovina Yavari (Naomi)
- John Noble (Nicholas Tanz)
- Autumn Reeser (Theresa / Tess)
- Sasha Roiz (Président intérimaire Monroe Bennett)
- Karen Robinson (Evelyn Cole)
- Sharon McFarlane (Réceptionniste)
- Jesse Griffiths (Garde de sécurité de Tanz)
- Mary Ashton (Veronica)

### Épisode 12:La Prophétie de l'absinthe
- États-Unis /  Canada : 13 septembre 2017 sur CBS / Global
- France : 20 janvier 2018 sur 6play / M6 (à 4 h 35)
- Québec : 29 mars 2018 sur AddikTV
- Belgique : 22 août 2018 sur RTL-TVI

- États-Unis : 3,51 millions de téléspectateurs[23] (première diffusion)
- Canada : 672 000 téléspectateurs[24] (première diffusion + différé 7 jours)

- Erica Luttrell (Claire Rayburn)
- Vas Saranga (Dexter)
- Gregory Calderone (Ed)
- Paul De La Rosa (Général Higgins)
- Dean Armstrong (Grant)
- Mark Moses (Hugh Keating)
- Sasha Roiz (Président intérimaire Bennett)
- Catherine Tait (Bernadette)
- Tara Nicodemo (Dr Michele Rasmussen)
- Tovah Feldshuh (Présidente Pauline Mackenzie)
- Natalie Jantzi (Mayra)
- Karl Campbell (Mercenaire)
- Shawn Meunier (Philip)
- Jonathan Rose (Soldat)
- Ngabo Nabea (Todd)
- Albert Chung (Technicien du commandement)

### Épisode 13:Une lueur dans les ténèbres
- États-Unis : 20 septembre 2017 sur CBS
- Canada : 21 septembre 2017 sur Global
- France : 20 janvier 2018 sur 6play / M6 (à 5 h 15)
- Québec : 5 avril 2018 sur AddikTV
- Belgique : 22 août 2018 sur RTL-TVI

- États-Unis : 3,13 millions de téléspectateurs[25] (première diffusion)

- Erica Luttrell (Claire Rayburn)
- Tara Nicodemo (Dr Loretta Rasmussen)
- Paul De La Rosa (Général Higgins)
- Dean Armstrong (Grant)
- Mark Moses (Hugh Keating)
- Josette Jorge (Karissa)
- Daiva Johnston (Millie)
- Brian Paul (Amiral John Barnes)
- Tovah Feldshuh (Présidente Pauline Mackenzie)
- Sasha Roiz (Président intérimaire Monroe Bennett)
- Michael Brown (Aide-De-Camp)
- John Tokatlidis (Étranger de l'Arche)
- Thom Marriott (Policier)
- Sara Sahr (Chef de rayon)
- Nancy Palk (Secrétaire du Président)
- Billy Parrott (Reporter)
- Dorly Jean-Louis (Reporter #2)
- Sarah English (Reporter #3)
- Michael Boisvert (Agent du Secret Service)
- Shamus Fynes (Chef d'unité)